# Asteriks (skała)

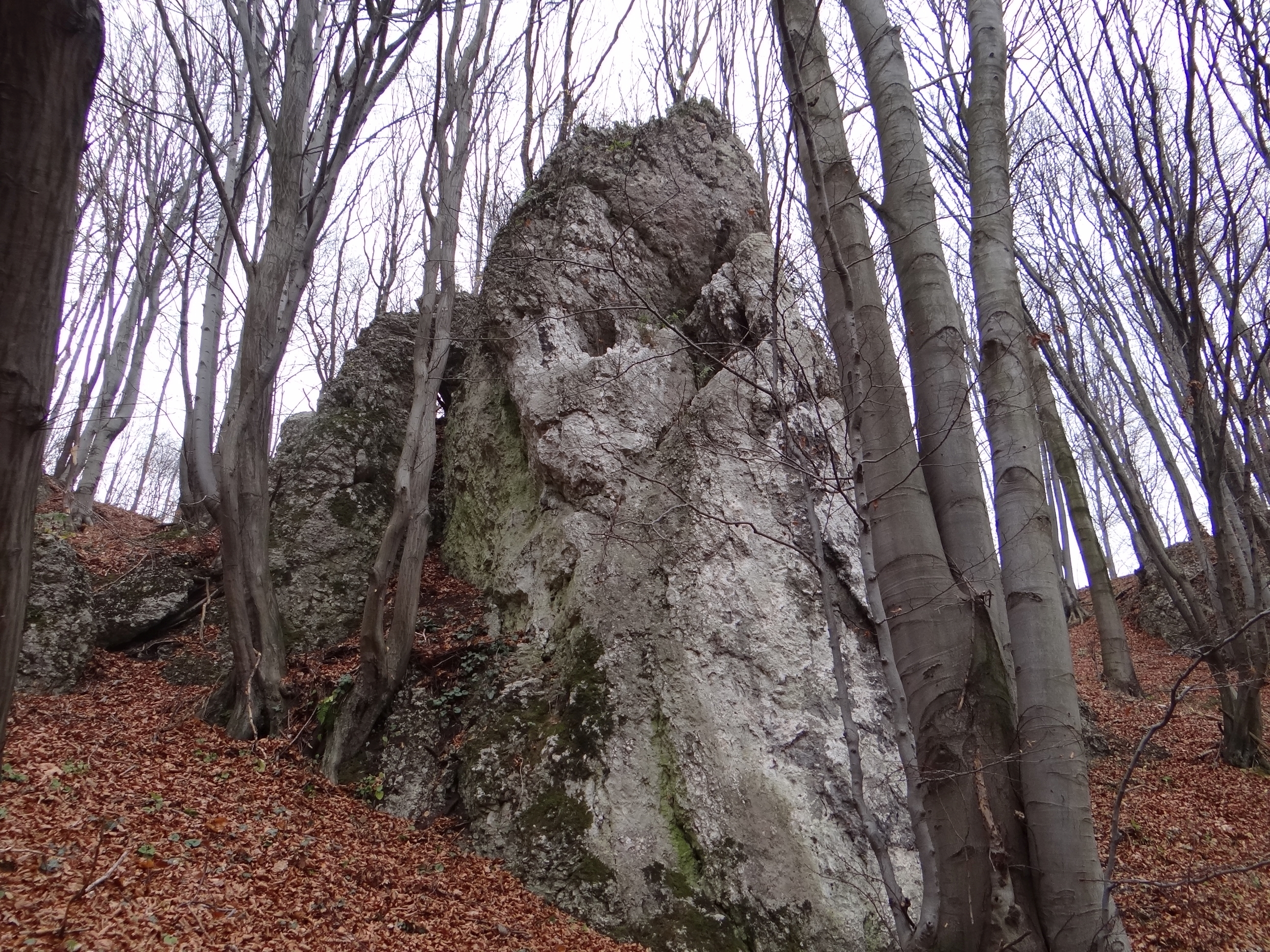

Asteriks – skała na Wzgórzu Dumań w Dolinie Kobylańskiej na Wyżynie Olkuskiej, w miejscowości Karniowice, w gminie Zabierzów, powiecie krakowskim, województwie małopolskim. Znajduje się w górnej, północnej części orograficznie lewych zboczy doliny.
Dolina Kobylańska jest jednym z najbardziej popularnych terenów wspinaczki skalnej. Zbudowany z wapieni Asteriks to samotna skała znajdująca się w lesie, w górnej części zbocza, prawie pod wierzchowiną. Ma wysokość 8 m. Obiektem wspinaczki skalnej jest jego zachodnia, pionowa ściana z filarem. Wspinacze poprowadzili na Asteriksie 2 drogi wspinaczkowe o trudności V i V+ w skali Kurtyki. Posiadają asekurację w postaci 2-3 ringów i 2 ringów zjazdowych.

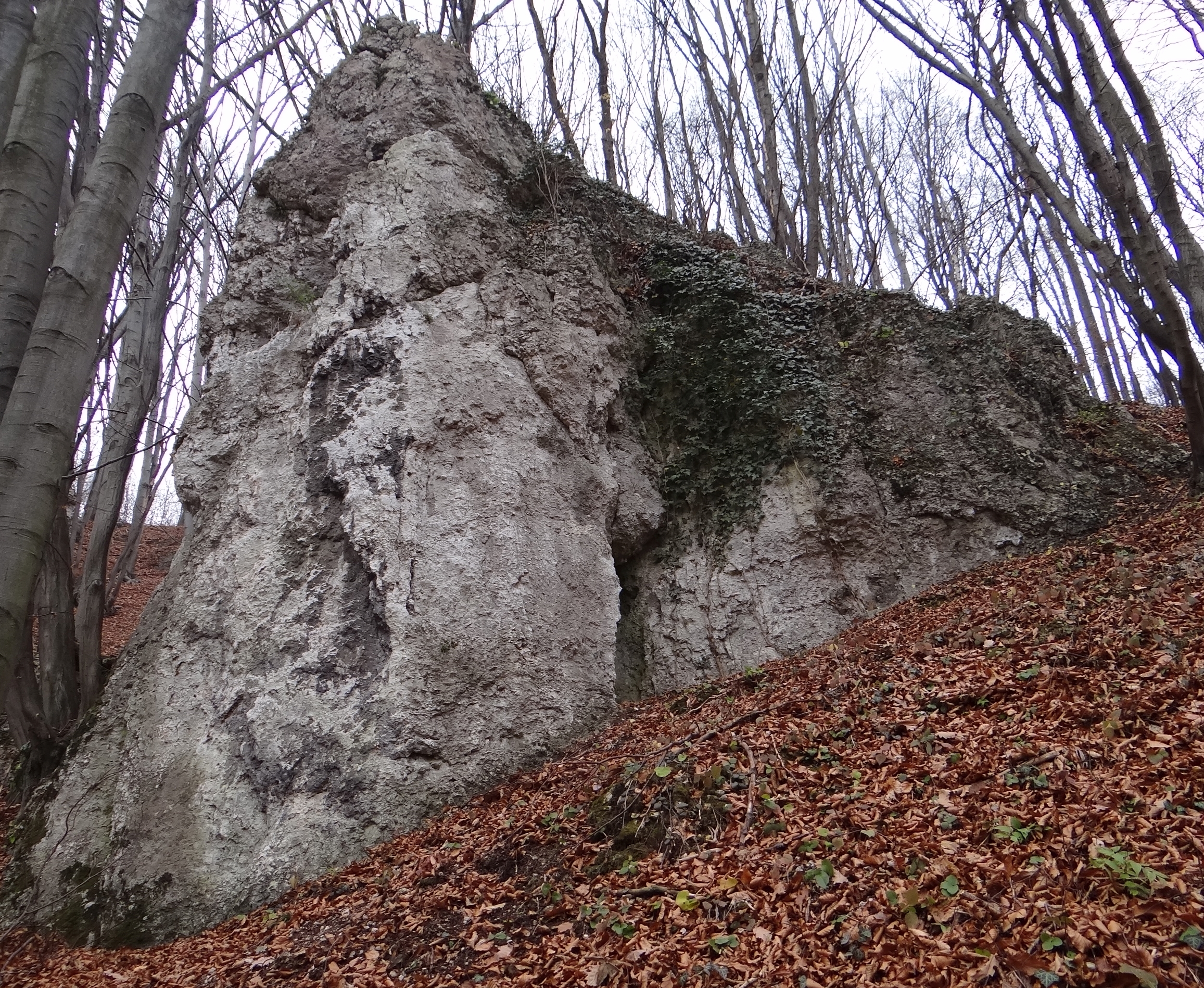

## Drogi wspinaczkowe
1. Asteriks; V, 3r + drz, 10 m
2. Idefiks; V+, 2r + drz, 8 m[3].